# Sekluzja
Sekluzja – jedno z rzadziej występujących stadiów rozwoju niżu barycznego, które poprzedza proces okluzji. Występuje kiedy na peryferiach niżu front chłodny i ciepły łączą się tworząc front zokludowany, podczas gdy w centralnej części cyklonu są one jeszcze niepołączone. Zwykle sekluzja zachodzi przy przemieszczaniu się niżów nad obszarami o urozmaiconej rzeźbie (głównie nad wysokimi łańcuchami górskimi).
Inne znaczenie: odosobnienie, izolacja społeczna, wyłączenie społeczne. Nie zależy od zamiarów. Zatem może wynikać z wyboru, bądź być następstwem swoistego nawyku.